# Skibet skal sejle i nat
Chansons représentant le Danemark au Concours Eurovision de la chanson
Jeg rev et blad ud af min dagbog
(1958)
Skibet skal sejle i nat (« Le bateau va prendre la mer ce soir ») est une chanson interprétée par Birthe Wilke et Gustav Winckler et dirigée par Kai Mortensen pour représenter le Danemark au Concours Eurovision de la chanson 1957 qui se déroulait à Francfort-sur-le-Main, en Allemagne de l'Ouest. Cette chanson a marqué les débuts du Danemark au Concours Eurovision de la chanson et est par conséquent la première chanson interprétée en danois à l'Eurovision.
Elle est intégralement interprétée en danois, une des langues nationales, comme le veut la coutume avant 1966.
Il s'agit de la neuvième chanson interprétée lors de la soirée, après Paule Desjardins qui représentait la France avec La Belle Amour et avant Lys Assia qui représentait la Suisse avec L'Enfant que j'étais. À l'issue du vote, elle a obtenu 10 points, se classant 3e sur 10 chansons,.
Elle a également été enregistrée en allemand sous le titre de Das Schiff geht in See heute Nacht (« Le navire va prendre la mer cette nuit »)